# Понизовка (Железногорский район)
Понизо́вка — деревня в Железногорском районе Курской области России. Входит в состав Линецкого сельсовета.
Население — 12 человек (2014 год).

## География
Расположена в 34 км к юго-востоку от Железногорска на левом берегу Радубежского ручья, притока Усожи. Высота над уровнем моря — 205 м. Состоит из одной улицы, протянувшейся вдоль ручья с севера на юг. Ближайшие населённые пункты — деревня Толстовка и хутор Сотникова. С севера ограничена балкой Чистый Лог, в которой протекает небольшой ручей. Напротив Понизовки, на противоположном берегу Радубежского ручья, расположено урочище Радубежская роща.

## Этимология
Получила название из-за своего расположения на низком берегу Радубежского ручья. 

## История
Возникла как часть села Радубеж, известного с XVII века. Топоним Понизовка был зафиксирован в составе села Радубеж в ходе переписи населения 1897 года.
Получила статус самостоятельного населённого пункта в 1954 году при разделе Радубежа на несколько деревень и хуторов. В 1954—1959 годах деревня входила в состав Нижнехалчанского сельсовета Фатежского района. С 1959 года в составе Линецкого сельсовета. С начала 1960-х годов крестьянские хозяйства Понизовки числились в Линецком колхозе «Россия». До 1990-х годов это хозяйство было самым крупным в Фатежском районе. 
В декабре 1991 года, вместе с Линецким сельсоветом, Понизовка была передана из Фатежского района в Железногорский район. В 2014 году в деревне было 8 дворов: 6 с постоянным проживанием и 2 с временным.
Исторические фамилии — Игины и другие.

## Население
| 1979 | 2002 | 2010 | 2014 |
| ---- | ---- | ---- | ---- |
| 65   | ↘16  | ↘13  | ↘12  |